# Katherine Helmond
Katherine Marie Helmond (Galveston, Texas, 5 de julio de 1929-Los Ángeles, 23 de febrero de 2019) fue una actriz estadounidense de cine, teatro y televisión.
Inició su carrera en la actuación a muy temprana edad. Durante su infancia, Helmond participó en diversas obras escolares. Cuando Helmond estudiaba en la universidad, trabajó en el mantenimiento de un teatro local. Como actriz de teatro, debutó con la obra As You Like It. Después de su debut, comenzó a trabajar en Nueva York a lo largo de los años cincuenta y sesenta. En la televisión, Helmond hizo su debut en 1962, pero no alcanzaría la fama hasta los años setenta con la serie Soap.
Luego, vendría otro gran éxito con la telecomedia Who's the Boss? (1984-1992), ¿Quién manda a quién? en Latinoamérica y ¿Quién es el jefe? en España, donde hizo el papel de la alegre y liberal Mona.
En 1973, Helmond consiguió una nominación al Tony por su actuación en Broadway en la obra de Eugene O'Neill The Great God Brown (El gran dios Brown).

## Filmografía
- Wine of Morning (1955)
- Car 54, Where Are You? (teleserie, 1962)
- Believe in Me (1971)
- The Hospital (1971)
- Gunsmoke (teleserie, 1972)
- Adam's Rib (teleserie, 1973)
- The Bob Newhart Show (teleserie, 1973)
- The ABC Afternoon Playbreak (teleserie, 1973)
- The Autobiography of Miss Jane Pittman (telefilme, 1974)
- Black Day for Bluebeard (telefilme, 1974)
- Dr. Max (telefilme, 1974)
- Larry (telefilme, 1974)
- Mannix (teleserie, 1974)
- Locusts (telefilme, 1974)
- The Rookies (teleserie, 1974)
- Medical Center (teleserie, 1974)
- The Legend of Lizzie Borden (telefilme, 1975)
- The Family Nobody Wanted (telefilme, 1975)
- Cage Without a Key (telefilme, 1975)
- The First 36 Hours of Dr. Durant (telefilme, 1975)
- Barnaby Jones (teleserie, 1975)
- The Rookies (teleserie, 1975)
- Harry O (teleserie, 1975)
- The Hindenburg (1975)
- The Blue Knight (teleserie, 1976)
- James Dean (telefilme, 1976)
- Petrocelli (teleserie, 1976)
- Joe Forrester (teleserie, 1976)
- Family Plot (1976)
- Baby Blue Marine (1976)
- Wanted: The Sundance Woman (telefilme, 1976)
- Visions (teleserie, 1976)
- Spencer's Pilots (teleserie, 1976)
- Little Ladies of the Night (telefilme, 1977)
- The Bionic Woman (teleserie, 1977)
- Getting Married (telefilme, 1978)
- Pearl (miniserie, 1978)
- $weepstake$ (teleserie, 1979)
- Diary of a Teenage Hitchhiker (telefilme, 1979)
- Scout's Honor (telefilme, 1980)
- Soap (teleserie, 1977-1981)
- The Love Boat (teleserie, 1981)
- Time Bandits (1981)
- World War III (telefilme, 1982)
- For Lovers Only (telefilme, 1982)
- Rosie: The Rosemary Clooney Story (telefilme, 1982)
- Faerie Tale Theatre (teleserie, 1983)
- Benson (teleserie, 1983)
- La isla de la fantasía (teleserie, 1983)
- Shadey (1985)
- Brazil (1985)
- The Love Boat (teleserie, 1986)
- Girls on Top (teleserie, 1986)
- Christmas Snow (telefilme, 1986)
- Overboard (1987)
- Save the Dog! (telefilme, 1988)
- Lady in White (1988)
- When Will I Be Loved? (telefilme, 1990)
- The Perfect Tribute (telefilme, 1991)
- Deception: A Mother's Secret (telefilme, 1991)
- Grass Roots (telefilme, 1992)
- Who's the Boss? (teleserie, 1984-1992)[2]
- Batman: la serie animada (teleserie, 1992, doblaje)
- Inside Monkey Zetterland (1992)
- The Elvira Show (teleserie, 1993)
- Amore! (1993)
- The Upper Hand (teleserie, 1993)
- The Flight of the Dove (1994)
- Liz: The Elizabeth Taylor Story (telefilme, 1995)
- Steven Spielberg's Director's Chair (1996)
- Coach (teleserie, 1995-1997)
- Ms. Scrooge (telefilme, 1997)
- Fear and Loathing in Las Vegas (1998)
- The Wild Thornberrys (teleserie, 1999, doblaje)
- Providence (teleserie, 1999)
- The Perfect Nanny (2000)
- Strong Medicine (teleserie, 2000)
- How to Marry a Billionaire: A Christmas Tale (telefilme, 2000)
- Living in Fear (2001)
- Black Hole (2002)
- Mr. St. Nick (telefilme, 2002)
- Beethoven's 5th (2003)
- Everybody Loves Raymond (teleserie, 1996-2004)
- The Strand (2006)
- Cars (2006), como Lizzie (doblaje)
- A Grandpa for Christmas (telefilme, 2007)
- The Boom Boom Room (2008)
- The Glades (1.ª temporada, episodio: «Una tormenta perfecta», como Evelyn). Teleserie (2010)
- True Blood (2011), como Caroline
- Cars 2 (2011), como Lizzie (doblaje)
- Cars 3 (2017), como Lizzie (doblaje)